# New Cross
New Cross is een wijk in het Londense bestuurlijke gebied London Borough of Lewisham in Zuid-Londen.
In New Cross is het Goldsmiths College gevestigd.

## Geboren
- Gary Oldman (1958), acteur

## Galerij

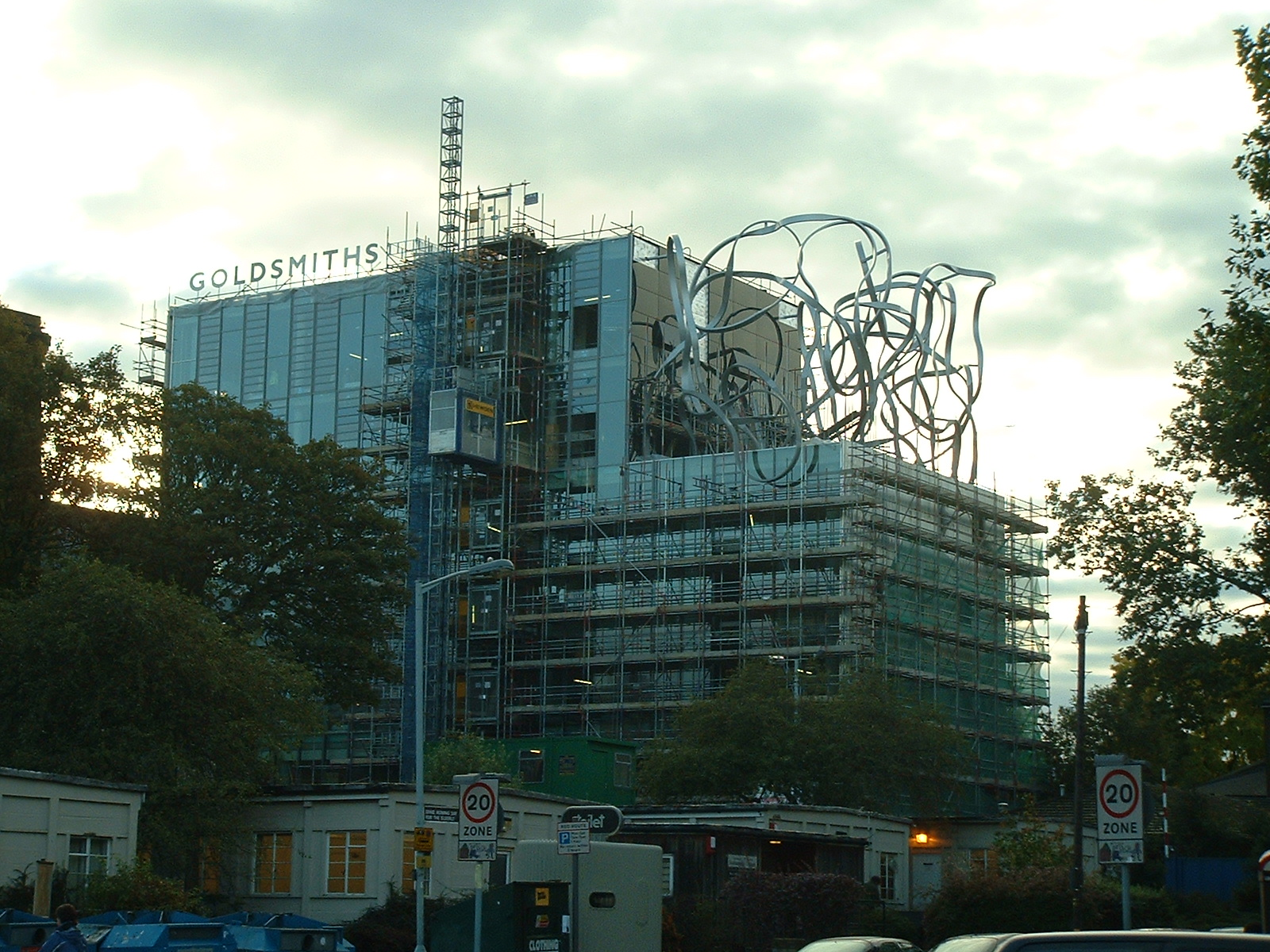
Ben Pimlott Building
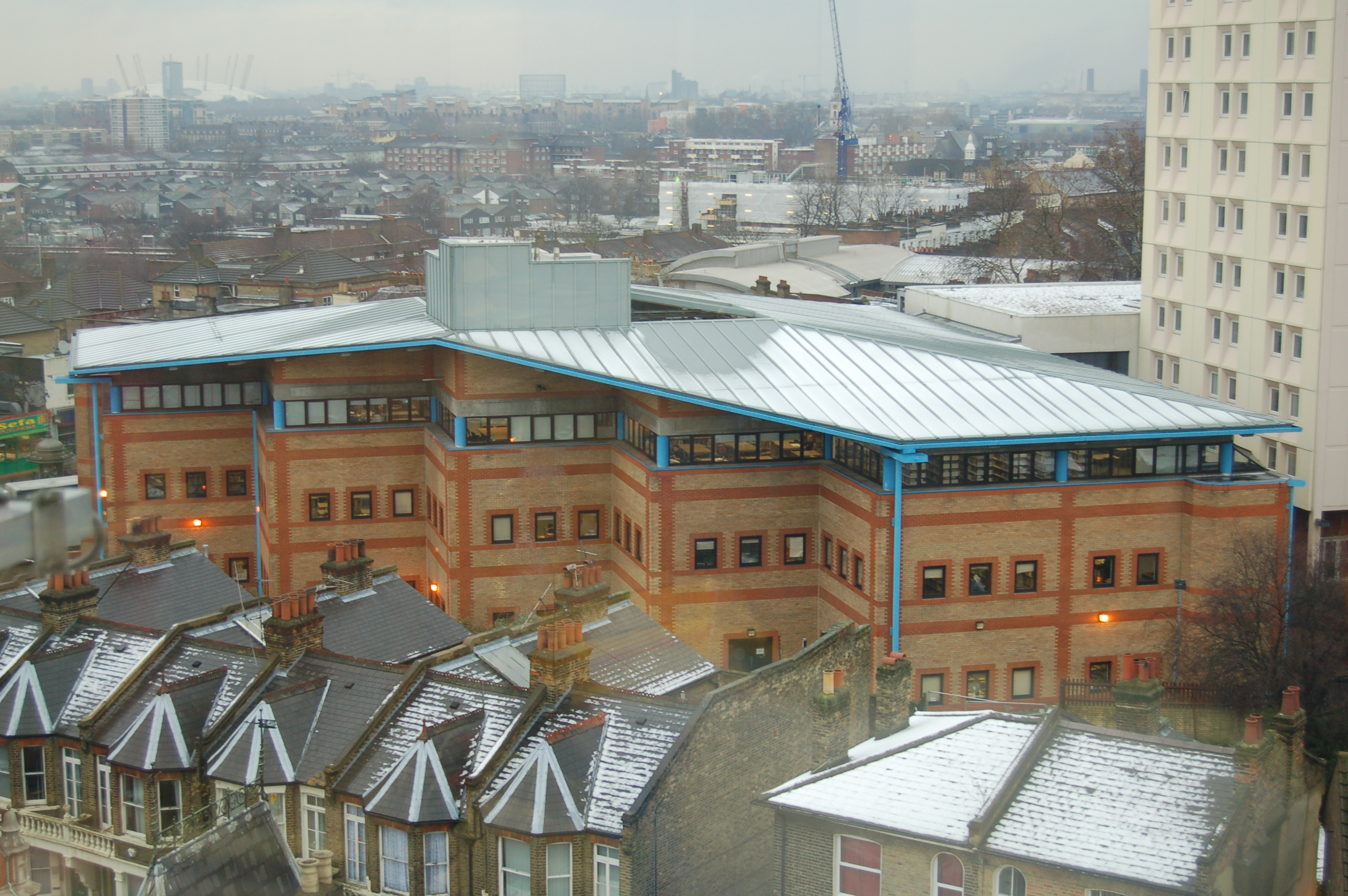
Goldsmith's Library